# Interlands voetbalelftal van de Verenigde Arabische Emiraten 2020-2029
Deze pagina toont een chronologisch en gedetailleerd overzicht van de interlands die het voetbalelftal van de Verenigde Arabische Emiraten speelt en heeft gespeeld in de periode 2020 – 2029.

## Interlands

### 2020
|                                                                         |                                  |       |                                     |                                                                               |
| 12 oktober Vriendschappelijk № 565 «onderlinge duels» 19:00 uur (UTC+4) | V.A.E.                           | 1 – 2 | Oezbekistan                         | Al-Rashidstadion, Dubai Toeschouwers: 0 Scheidsrechter: Ali Al Samahiji (BHR) |
| 12 oktober Vriendschappelijk № 565 «onderlinge duels» 19:00 uur (UTC+4) | Sebastián Tagliabúe 90+2' (pen.) |       | 48' Igor Sergejev 86' Igor Sergejev | Al-Rashidstadion, Dubai Toeschouwers: 0 Scheidsrechter: Ali Al Samahiji (BHR) |

|                                                                          |                                                          |       |                                           |                                                                            |
| 12 november Vriendschappelijk № 566 «onderlinge duels» 18:00 uur (UTC+4) | V.A.E.                                                   | 3 – 2 | Tadzjikistan                              | Zabeelstadion, Dubai Toeschouwers: 0 Scheidsrechter: Ammar Ashkanani (KUW) |
| 12 november Vriendschappelijk № 566 «onderlinge duels» 18:00 uur (UTC+4) | Ali Mabkhout 29' Ali Mabkhout 63' (pen.) Ali Saleh 90+4' |       | 10' Davron Ergasjev 20' Komron Toersoenov | Zabeelstadion, Dubai Toeschouwers: 0 Scheidsrechter: Ammar Ashkanani (KUW) |

|                                                                          |                 |       |                                                                          |                                                                             |
| 16 november Vriendschappelijk № 567 «onderlinge duels» 18:00 uur (UTC+4) | V.A.E.          | 1 – 3 | Bahrein                                                                  | Al-Maktoumstadion, Dubai Toeschouwers: 0 Scheidsrechter: Ahmad Al-Ali (KUW) |
| 16 november Vriendschappelijk № 567 «onderlinge duels» 18:00 uur (UTC+4) | Caio Canedo 33' |       | 75' (pen.) Mohamed Marhoon 82' Mohamed Al-Romaihi 86' Mohamed Al-Romaihi | Al-Maktoumstadion, Dubai Toeschouwers: 0 Scheidsrechter: Ahmad Al-Ali (KUW) |

### 2021
|                                                                         |        |       |      |                                                                         |
| 12 januari Vriendschappelijk № 568 «onderlinge duels» 19:30 uur (UTC+4) | V.A.E. | 0 – 0 | Irak | Zabeelstadion, Dubai Toeschouwers: 0 Scheidsrechter: Ahmed Al-Kaf (OMA) |
| 12 januari Vriendschappelijk № 568 «onderlinge duels» 19:30 uur (UTC+4) |        |       |      | Zabeelstadion, Dubai Toeschouwers: 0 Scheidsrechter: Ahmed Al-Kaf (OMA) |

|                                                                       | |       |       |                                                                            |
| 29 maart Vriendschappelijk № 569 «onderlinge duels» 19:00 uur (UTC+4) | V.A.E. | 6 – 0 | India | Zabeelstadion, Dubai Toeschouwers: 0 Scheidsrechter: Ilgiz Tantasjev (UZB) |
| 29 maart Vriendschappelijk № 569 «onderlinge duels» 19:00 uur (UTC+4) | Ali Mabkhout 12' Ali Mabkhout 32' (pen.) Ali Mabkhout 60' Khalil Ibrahim 64' Fábio Lima 71' Sebastián Tagliabúe 84' |       |       | Zabeelstadion, Dubai Toeschouwers: 0 Scheidsrechter: Ilgiz Tantasjev (UZB) |

|                                                                     |                   |       |                                                                                       |                                                                               |
| 24 mei Vriendschappelijk № 570 «onderlinge duels» 19:00 uur (UTC+4) | Jordanië          | 1 – 5 | V.A.E.                                                                                | Al-Rashidstadion, Dubai Toeschouwers: 0 Scheidsrechter: Ali Al Samahiji (BHR) |
| 24 mei Vriendschappelijk № 570 «onderlinge duels» 19:00 uur (UTC+4) | Odai Al-Saify 81' |       | 10' Ali Mabkhout 24' Ali Mabkhout 30' Khalil Ibrahim 65' Ali Mabkhout 75' Caio Canedo | Al-Rashidstadion, Dubai Toeschouwers: 0 Scheidsrechter: Ali Al Samahiji (BHR) |

|                                                                                     |                                                                     |       |          |                                                                             |
| 3 juni WK 2022 kwalificatie Tweede ronde № 571 «onderlinge duels» 20:45 uur (UTC+4) | V.A.E.                                                              | 4 – 0 | Maleisië | Zabeelstadion, Dubai Toeschouwers: 1.127 Scheidsrechter: Kim Dae-yong (KOR) |
| 3 juni WK 2022 kwalificatie Tweede ronde № 571 «onderlinge duels» 20:45 uur (UTC+4) | Ali Mabkhout 18' Fábio Lima 83' Ali Mabkhout 90+1' Fábio Lima 90+2' |       |          | Zabeelstadion, Dubai Toeschouwers: 1.127 Scheidsrechter: Kim Dae-yong (KOR) |

|                                                                                     |                                                     |       |                      |                                                                         |
| 7 juni WK 2022 kwalificatie Tweede ronde № 572 «onderlinge duels» 20:45 uur (UTC+4) | V.A.E.                                              | 3 – 1 | Thailand             | Zabeelstadion, Dubai Toeschouwers: 980 Scheidsrechter: Ryuji Sato (JPN) |
| 7 juni WK 2022 kwalificatie Tweede ronde № 572 «onderlinge duels» 20:45 uur (UTC+4) | Caio Canedo 14' Fábio Lima 33' Mohammed Jumaa 90+4' |       | 54' Suphanat Mueanta | Zabeelstadion, Dubai Toeschouwers: 980 Scheidsrechter: Ryuji Sato (JPN) |

|                                                                                      |           |                                                                                                |        |                                                                                         |
| 11 juni WK 2022 kwalificatie Tweede ronde № 573 «onderlinge duels» 20:45 uur (UTC+4) | Indonesië | 0 – 5                                                                                          | V.A.E. | Zabeelstadion, Dubai (V.A.E.) Toeschouwers: 963 Scheidsrechter: Mohammed Al-Hoish (KSA) |
| 11 juni WK 2022 kwalificatie Tweede ronde № 573 «onderlinge duels» 20:45 uur (UTC+4) |           | 22' Ali Mabkhout 28' Fábio Lima 49' (pen.) Ali Mabkhout 55' Fábio Lima 86' Sebastián Tagliabúe |        | Zabeelstadion, Dubai (V.A.E.) Toeschouwers: 963 Scheidsrechter: Mohammed Al-Hoish (KSA) |

|                                                                                      |                                                            |       |                                            |                                                                          |
| 15 juni WK 2022 kwalificatie Tweede ronde № 574 «onderlinge duels» 20:45 uur (UTC+4) | V.A.E.                                                     | 3 – 2 | Vietnam                                    | Zabeelstadion, Dubai Toeschouwers: 1.355 Scheidsrechter: Ali Sabah (IRQ) |
| 15 juni WK 2022 kwalificatie Tweede ronde № 574 «onderlinge duels» 20:45 uur (UTC+4) | Ali Salmeen 32' Ali Mabkhout 40' (pen.) Mahmoud Khamis 50' |       | 85' Nguyễn Tiến Linh 90+3' Trần Minh Vương | Zabeelstadion, Dubai Toeschouwers: 1.355 Scheidsrechter: Ali Sabah (IRQ) |

|                                                                                         |        |       |         |                                                                        |
| 2 september WK 2022 kwalificatie Derde ronde № 575 «onderlinge duels» 20:45 uur (UTC+4) | V.A.E. | 0 – 0 | Libanon | Zabeelstadion, Dubai Toeschouwers: 1.513 Scheidsrechter: Ma Ning (CHN) |
| 2 september WK 2022 kwalificatie Derde ronde № 575 «onderlinge duels» 20:45 uur (UTC+4) |        |       |         | Zabeelstadion, Dubai Toeschouwers: 1.513 Scheidsrechter: Ma Ning (CHN) |

|                                                                                         |                      |       |                  | |
| 7 september WK 2022 kwalificatie Derde ronde № 576 «onderlinge duels» 19:00 uur (UTC+3) | Syrië                | 1 – 1 | V.A.E.           | Koning Abdoellah II-stadion, Amman (Jordanië) Toeschouwers: 2.370 Scheidsrechter: Ahmed Al-Kaf (OMA) |
| 7 september WK 2022 kwalificatie Derde ronde № 576 «onderlinge duels» 19:00 uur (UTC+3) | Mahmoud Al Baher 64' |       | 12' Ali Mabkhout | Koning Abdoellah II-stadion, Amman (Jordanië) Toeschouwers: 2.370 Scheidsrechter: Ahmed Al-Kaf (OMA) |

|                                                                                       |        |                  |      |                                                                            |
| 7 oktober WK 2022 kwalificatie Derde ronde № 577 «onderlinge duels» 20:45 uur (UTC+4) | V.A.E. | 0 – 1            | Iran | Zabeelstadion, Dubai Toeschouwers: 3.034 Scheidsrechter: Chris Beath (AUS) |
| 7 oktober WK 2022 kwalificatie Derde ronde № 577 «onderlinge duels» 20:45 uur (UTC+4) |        | 70' Mehdi Taremi |      | Zabeelstadion, Dubai Toeschouwers: 3.034 Scheidsrechter: Chris Beath (AUS) |

|                                                                                        |                                    |       |                                                |                                                                           |
| 12 oktober WK 2022 kwalificatie Derde ronde № 578 «onderlinge duels» 20:45 uur (UTC+4) | V.A.E.                             | 2 – 2 | Irak                                           | Zabeelstadion, Dubai Toeschouwers: 2.820 Scheidsrechter: Ryuji Sato (JPN) |
| 12 oktober WK 2022 kwalificatie Derde ronde № 578 «onderlinge duels» 20:45 uur (UTC+4) | Caio Canedo 33' Ali Mabkhout 90+4' |       | 74' (e.d.) Mohammed Al-Attas 89' Aymen Hussein | Zabeelstadion, Dubai Toeschouwers: 2.820 Scheidsrechter: Ryuji Sato (JPN) |

|                                                                                         |                           |       |        |                                                                          |
| 11 november WK 2022 kwalificatie Derde ronde № 579 «onderlinge duels» 20:00 uur (UTC+9) | Zuid-Korea                | 1 – 0 | V.A.E. | Goyangstadion, Goyang Toeschouwers: 30.152 Scheidsrechter: Ma Ning (CHN) |
| 11 november WK 2022 kwalificatie Derde ronde № 579 «onderlinge duels» 20:00 uur (UTC+9) | Hwang Hee-chan 36' (pen.) |       |        | Goyangstadion, Goyang Toeschouwers: 30.152 Scheidsrechter: Ma Ning (CHN) |

|                                                                                         |         |                         |        |                                                                                    |
| 16 november WK 2022 kwalificatie Derde ronde № 580 «onderlinge duels» 14:00 uur (UTC+2) | Libanon | 0 – 1                   | V.A.E. | Gemeentelijk Saidastadion, Sidon Toeschouwers: 0 Scheidsrechter: Shaun Evans (AUS) |
| 16 november WK 2022 kwalificatie Derde ronde № 580 «onderlinge duels» 14:00 uur (UTC+2) |         | 85' (pen.) Ali Mabkhout |        | Gemeentelijk Saidastadion, Sidon Toeschouwers: 0 Scheidsrechter: Shaun Evans (AUS) |

| FIFA Arab Cup 2021 |
| ------------------ |

|                                                                         |                               |       |                    | |
| 30 november Arab Cup Groep B № 581 «onderlinge duels» 22:00 uur (UTC+3) | V.A.E.                        | 2 – 1 | Syrië              | Stadion 974, Doha Toeschouwers: 4.129 Scheidsrechter: Janny Sikazwe (ZAM) Video-assistent: Shaun Evans (AUS) |
| 30 november Arab Cup Groep B № 581 «onderlinge duels» 22:00 uur (UTC+3) | Caio Canedo 24' Ali Saleh 30' |       | 60' Ward Al Salama | Stadion 974, Doha Toeschouwers: 4.129 Scheidsrechter: Janny Sikazwe (ZAM) Video-assistent: Shaun Evans (AUS) |

|                                                                        |            |                      |        | |
| 3 december Arab Cup Groep B № 582 «onderlinge duels» 19:00 uur (UTC+3) | Mauritanië | 0 – 1                | V.A.E. | Stadion 974, Doha Toeschouwers: 3.316 Scheidsrechter: Andrés Matonte (URU) Video-assistent: Juan Soto (VEN) |
| 3 december Arab Cup Groep B № 582 «onderlinge duels» 19:00 uur (UTC+3) |            | 90+3' Khalil Ibrahim |        | Stadion 974, Doha Toeschouwers: 3.316 Scheidsrechter: Andrés Matonte (URU) Video-assistent: Juan Soto (VEN) |

|                                                                        |                       |       |        | |
| 6 december Arab Cup Groep B № 583 «onderlinge duels» 18:00 uur (UTC+3) | Tunesië               | 1 – 0 | V.A.E. | Al Thumamastadion, Doha Toeschouwers: 14.272 Scheidsrechter: Daniel Siebert (GER) Video-assistent: Christian Dingert (GER) |
| 6 december Arab Cup Groep B № 583 «onderlinge duels» 18:00 uur (UTC+3) | Seifeddine Jaziri 10' |       |        | Al Thumamastadion, Doha Toeschouwers: 14.272 Scheidsrechter: Daniel Siebert (GER) Video-assistent: Christian Dingert (GER) |

|                                                                             | |       |        | |
| 10 december Arab Cup Kwartfinale № 584 «onderlinge duels» 22:00 uur (UTC+3) | Qatar | 5 – 0 | V.A.E. | Al Baytstadion, Al Khawr Toeschouwers: 63.439 Scheidsrechter: Andrés Matonte (URU) Video-assistent: Leodán González (URU) |
| 10 december Arab Cup Kwartfinale № 584 «onderlinge duels» 22:00 uur (UTC+3) | Ali Salmeen 6' (e.d.) Almoez Ali 28' (pen.) Boualem Khoukhi 36' (pen.) Abdulaziz Hatem 44' Almoez Ali 45+3' |       |        | Al Baytstadion, Al Khawr Toeschouwers: 63.439 Scheidsrechter: Andrés Matonte (URU) Video-assistent: Leodán González (URU) |

|  |  |  |  |  |  |  |  |  |

### 2022
|                                                                                        |                                       |       |       |                                                                                    |
| 27 januari WK 2022 kwalificatie Derde ronde № 585 «onderlinge duels» 19:00 uur (UTC+4) | V.A.E.                                | 2 – 0 | Syrië | Al-Maktoumstadion, Dubai Toeschouwers: 2.450 Scheidsrechter: Ilgiz Tantasjev (UZB) |
| 27 januari WK 2022 kwalificatie Derde ronde № 585 «onderlinge duels» 19:00 uur (UTC+4) | Caio Canedo 43' Yahya Al Ghassani 70' |       |       | Al-Maktoumstadion, Dubai Toeschouwers: 2.450 Scheidsrechter: Ilgiz Tantasjev (UZB) |

|                                                                                           |                  |       |        |                                                                          |
| 1 februari WK 2022 kwalificatie Derde ronde № 586 «onderlinge duels» 18:00 uur (UTC+3:30) | Iran             | 1 – 0 | V.A.E. | Azadistadion, Teheran Toeschouwers: 0 Scheidsrechter: Ahmed Al-Kaf (OMA) |
| 1 februari WK 2022 kwalificatie Derde ronde № 586 «onderlinge duels» 18:00 uur (UTC+3:30) | Mehdi Taremi 44' |       |        | Azadistadion, Teheran Toeschouwers: 0 Scheidsrechter: Ahmed Al-Kaf (OMA) |

|                                                                                      |                          |       |        |                                                                                             |
| 24 maart WK 2022 kwalificatie Derde ronde № 587 «onderlinge duels» 20:00 uur (UTC+3) | Irak                     | 1 – 0 | V.A.E. | Koning Fahdstadion, Riyad (Saoedi-Arabië) Toeschouwers: 1.320 Scheidsrechter: Ma Ning (CHN) |
| 24 maart WK 2022 kwalificatie Derde ronde № 587 «onderlinge duels» 20:00 uur (UTC+3) | Hussein Ali Al-Saedi 53' |       |        | Koning Fahdstadion, Riyad (Saoedi-Arabië) Toeschouwers: 1.320 Scheidsrechter: Ma Ning (CHN) |

|                                                                                      |                     |       |            |                                                                                 |
| 29 maart WK 2022 kwalificatie Derde ronde № 588 «onderlinge duels» 17:45 uur (UTC+4) | V.A.E.              | 1 – 0 | Zuid-Korea | Al-Maktoumstadion, Dubai Toeschouwers: 4.223 Scheidsrechter: Ahmed Al-Kaf (OMA) |
| 29 maart WK 2022 kwalificatie Derde ronde № 588 «onderlinge duels» 17:45 uur (UTC+4) | Harib Al-Maazmi 54' |       |            | Al-Maktoumstadion, Dubai Toeschouwers: 4.223 Scheidsrechter: Ahmed Al-Kaf (OMA) |

|                                                                     |                         |       |                 |                                                                              |
| 29 mei Vriendschappelijk № 589 «onderlinge duels» 19:40 uur (UTC+4) | V.A.E.                  | 1 – 1 | Gambia          | Zabeelstadion, Dubai Toeschouwers: 100 Scheidsrechter: Omar Al-Yaqoubi (OMA) |
| 29 mei Vriendschappelijk № 589 «onderlinge duels» 19:40 uur (UTC+4) | Ali Mabkhout 39' (pen.) |       | 48' Musa Barrow | Zabeelstadion, Dubai Toeschouwers: 100 Scheidsrechter: Omar Al-Yaqoubi (OMA) |

|                                                                                 |                 |       |                                      | |
| 7 juni WK 2022 kwalificatie Play-off № 590 «onderlinge duels» 21:00 uur (UTC+3) | V.A.E.          | 1 – 2 | Australië                            | Ahmed bin Alistadion, Ar Rayyan (Qatar) Toeschouwers: 6.500 Scheidsrechter: Ilgiz Tantasjev (UZB) Video-assistent: Muhammad Taqi (SIN) |
| 7 juni WK 2022 kwalificatie Play-off № 590 «onderlinge duels» 21:00 uur (UTC+3) | Caio Canedo 57' |       | 53' Jackson Irvine 84' Ajdin Hrustić | Ahmed bin Alistadion, Ar Rayyan (Qatar) Toeschouwers: 6.500 Scheidsrechter: Ilgiz Tantasjev (UZB) Video-assistent: Muhammad Taqi (SIN) |

|                                                                           |                     |       |        |                                                                               |
| 23 september Vriendschappelijk № 591 «onderlinge duels» 18:00 uur (UTC+2) | Paraguay            | 1 – 0 | V.A.E. | Stadion Wiener Neustadt, Wiener Neustadt Scheidsrechter: Harald Lechner (AUT) |
| 23 september Vriendschappelijk № 591 «onderlinge duels» 18:00 uur (UTC+2) | Fabián Balbuena 85' |       |        | Stadion Wiener Neustadt, Wiener Neustadt Scheidsrechter: Harald Lechner (AUT) |

|                                                                           |        |                                                                                  |           | |
| 27 september Vriendschappelijk № 592 «onderlinge duels» 17:00 uur (UTC+2) | V.A.E. | 0 – 4                                                                            | Venezuela | Stadion Wiener Neustadt, Wiener Neustadt Toeschouwers: 350 Scheidsrechter: Manuel Schüttengruber (AUT) |
| 27 september Vriendschappelijk № 592 «onderlinge duels» 17:00 uur (UTC+2) |        | 18' Jefferson Savarino 25' Salomón Rondón 34' Jhon Chancellor 77' Josef Martínez |           | Stadion Wiener Neustadt, Wiener Neustadt Toeschouwers: 350 Scheidsrechter: Manuel Schüttengruber (AUT) |

|                                                                          |        |                                                                                              |            | |
| 16 november Vriendschappelijk № 593 «onderlinge duels» 19:30 uur (UTC+4) | V.A.E. | 0 – 5                                                                                        | Argentinië | Mohammed Bin Zayidstadion, Abu Dhabi Toeschouwers: 30.000 Scheidsrechter: Ibrahim Nour El Din (EGY) |
| 16 november Vriendschappelijk № 593 «onderlinge duels» 19:30 uur (UTC+4) |        | 17' Julían Álvarez 25' Ángel Di María 36' Ángel Di María 44' Lionel Messi 60' Joaquín Correa |            | Mohammed Bin Zayidstadion, Abu Dhabi Toeschouwers: 30.000 Scheidsrechter: Ibrahim Nour El Din (EGY) |

|                                                                          |                               |       |                   |                                                                    |
| 19 november Vriendschappelijk № 594 «onderlinge duels» 19:30 uur (UTC+4) | V.A.E.                        | 2 – 1 | Kazachstan        | Al Nahyanstadion, Abu Dhabi Scheidsrechter: Mahmoud El Banna (EGY) |
| 19 november Vriendschappelijk № 594 «onderlinge duels» 19:30 uur (UTC+4) | Fábio Lima 13' Fábio Lima 71' |       | 62' Abat Ajmbetov | Al Nahyanstadion, Abu Dhabi Scheidsrechter: Mahmoud El Banna (EGY) |

|                                                                          |                         |       |         |                                                                     |
| 30 december Vriendschappelijk № 595 «onderlinge duels» 19:30 uur (UTC+4) | V.A.E.                  | 1 – 0 | Libanon | Al-Maktoumstadion, Dubai Scheidsrechter: Qasim Matar Al Hatmi (OMA) |
| 30 december Vriendschappelijk № 595 «onderlinge duels» 19:30 uur (UTC+4) | Sebastián Tagliabúe 79' |       |         | Al-Maktoumstadion, Dubai Scheidsrechter: Qasim Matar Al Hatmi (OMA) |

### 2023
| Golf Cup of Nations 2023 |
| ------------------------ |

|                                                                       |                                        |       |                           | |
| 7 januari Golf Cup Groep B № 596 «onderlinge duels» 16:15 uur (UTC+3) | Bahrein                                | 2 – 1 | V.A.E.                    | Al-Minaa Olympisch Stadion, Basra Scheidsrechter: Ahmed Al-Kaf (OMA) Video-assistent: Redouane Jiyed (MAR) |
| 7 januari Golf Cup Groep B № 596 «onderlinge duels» 16:15 uur (UTC+3) | Kamil Al-Aswad 60' Jasim Al-Shaikh 77' |       | 90+2' Sebastián Tagliabúe | Al-Minaa Olympisch Stadion, Basra Scheidsrechter: Ahmed Al-Kaf (OMA) Video-assistent: Redouane Jiyed (MAR) |

|                                                                        |        |                        |         | |
| 10 januari Golf Cup Groep B № 597 «onderlinge duels» 16:15 uur (UTC+3) | V.A.E. | 0 – 1                  | Koeweit | Al-Minaa Olympisch Stadion, Basra Scheidsrechter: Shukri Al-Hanfoush (KSA) Video-assistent: Abdullah Al-Shehri (KSA) |
| 10 januari Golf Cup Groep B № 597 «onderlinge duels» 16:15 uur (UTC+3) |        | 90+3' Ahmed Al-Dhefiri |         | Al-Minaa Olympisch Stadion, Basra Scheidsrechter: Shukri Al-Hanfoush (KSA) Video-assistent: Abdullah Al-Shehri (KSA) |

|                                                                        |                |       |                        | |
| 13 januari Golf Cup Groep B № 598 «onderlinge duels» 18:00 uur (UTC+3) | V.A.E.         | 1 – 1 | Qatar                  | Al-Minaa Olympisch Stadion, Basra Scheidsrechter: Ali Sabah (IRQ) Video-assistent: Redouane Jiyed (MAR) |
| 13 januari Golf Cup Groep B № 598 «onderlinge duels» 18:00 uur (UTC+3) | Fábio Lima 77' |       | 88' Tameem Al-Abdullah | Al-Minaa Olympisch Stadion, Basra Scheidsrechter: Ali Sabah (IRQ) Video-assistent: Redouane Jiyed (MAR) |

|  |  |  |  |  |  |  |  |  |

|                                                                       |        |       |              |                                                                                     |
| 25 maart Vriendschappelijk № 599 «onderlinge duels» 22:00 uur (UTC+4) | V.A.E. | 0 – 0 | Tadzjikistan | Al Nahyanstadion, Abu Dhabi Toeschouwers: 200 Scheidsrechter: Ammar Ashkanani (KUW) |
| 25 maart Vriendschappelijk № 599 «onderlinge duels» 22:00 uur (UTC+4) |        |       |              | Al Nahyanstadion, Abu Dhabi Toeschouwers: 200 Scheidsrechter: Ammar Ashkanani (KUW) |

|                                                                       |                                          |       |          |                                                                                    |
| 28 maart Vriendschappelijk № 600 «onderlinge duels» 22:00 uur (UTC+4) | V.A.E.                                   | 2 – 0 | Thailand | Al Nahyanstadion, Abu Dhabi Toeschouwers: 200 Scheidsrechter: Saud Al Samhan (KUW) |
| 28 maart Vriendschappelijk № 600 «onderlinge duels» 22:00 uur (UTC+4) | Harib Abdalla 55' Abdusalam Mohammed 79' |       |          | Al Nahyanstadion, Abu Dhabi Toeschouwers: 200 Scheidsrechter: Saud Al Samhan (KUW) |

|                                                                           |                    |       |                                                                             |                                                                           |
| 12 september Vriendschappelijk № 601 «onderlinge duels» 17:00 uur (UTC+2) | Costa Rica         | 1 – 4 | V.A.E.                                                                      | Maksimirstadion, Zagreb Toeschouwers: 0 Scheidsrechter: Ante Čulina (CRO) |
| 12 september Vriendschappelijk № 601 «onderlinge duels» 17:00 uur (UTC+2) | Julio Cascante 64' |       | 16' Yahya Al-Ghassani 23' Caio Canedo 38' Ali Salmeen 53' Yahya Al-Ghassani | Maksimirstadion, Zagreb Toeschouwers: 0 Scheidsrechter: Ante Čulina (CRO) |

|                                                                         |                      |       |         |                                                                    |
| 12 oktober Vriendschappelijk № 602 «onderlinge duels» 20:00 uur (UTC+4) | V.A.E.               | 1 – 0 | Koeweit | Al-Maktoumstadion, Dubai Scheidsrechter: Ibrahim Nour El Din (EGY) |
| 12 oktober Vriendschappelijk № 602 «onderlinge duels» 20:00 uur (UTC+4) | Tahnoon Al-Zaabi 27' |       |         | Al-Maktoumstadion, Dubai Scheidsrechter: Ibrahim Nour El Din (EGY) |

|                                                                         |                                           |       |                   |                                                             |
| 17 oktober Vriendschappelijk № 603 «onderlinge duels» 20:00 uur (UTC+4) | V.A.E.                                    | 2 – 1 | Libanon           | Al-Maktoumstadion, Dubai Scheidsrechter: Mohamed Adel (EGY) |
| 17 oktober Vriendschappelijk № 603 «onderlinge duels» 20:00 uur (UTC+4) | Caio Canedo 26' Sultan Adil Mohamed 90+1' |       | 34' Karim Darwich | Al-Maktoumstadion, Dubai Scheidsrechter: Mohamed Adel (EGY) |

|                                                                                          |                                                                                  |       |       |                                                                                           |
| 16 november WK 2026 kwalificatie Tweede ronde № 604 «onderlinge duels» 19:45 uur (UTC+4) | V.A.E.                                                                           | 4 – 0 | Nepal | Al-Maktoumstadion, Dubai Toeschouwers: 3.640 Scheidsrechter: Hettikamkanamge Perera (SRI) |
| 16 november WK 2026 kwalificatie Tweede ronde № 604 «onderlinge duels» 19:45 uur (UTC+4) | Khalifa Al Hammadi 11' Ali Mabkhout 36' (pen.) Ali Mabkhout 44' Fábio Lima 45+1' |       |       | Al-Maktoumstadion, Dubai Toeschouwers: 3.640 Scheidsrechter: Hettikamkanamge Perera (SRI) |

|                                                                                          |         |                                              |        |                                                                                              |
| 21 november WK 2026 kwalificatie Tweede ronde № 605 «onderlinge duels» 18:45 uur (UTC+3) | Bahrein | 0 – 2                                        | V.A.E. | Bahrain National Stadium, Riffa Toeschouwers: 18.267 Scheidsrechter: Mohammed Al-Hoish (KSA) |
| 21 november WK 2026 kwalificatie Tweede ronde № 605 «onderlinge duels» 18:45 uur (UTC+3) |         | 36' Abdullah Ramadan 90' (pen.) Ali Mabkhout |        | Bahrain National Stadium, Riffa Toeschouwers: 18.267 Scheidsrechter: Mohammed Al-Hoish (KSA) |

|                                                                          |                           |       |          |                                                                                |
| 30 december Vriendschappelijk № 606 «onderlinge duels» 19:15 uur (UTC+4) | V.A.E.                    | 1 – 0 | Kirgizië | Mohammed Bin Zayidstadion, Abu Dhabi Scheidsrechter: Sami Ahmed Aljurays (KSA) |
| 30 december Vriendschappelijk № 606 «onderlinge duels» 19:15 uur (UTC+4) | Ali Mabkhout 90+1' (pen.) |       |          | Mohammed Bin Zayidstadion, Abu Dhabi Scheidsrechter: Sami Ahmed Aljurays (KSA) |

### 2024
|                                                                        |        |                   |      |                                                                      |
| 6 januari Vriendschappelijk № 607 «onderlinge duels» 19:15 uur (UTC+4) | V.A.E. | 0 – 1             | Oman | Al Nahyanstadion, Abu Dhabi Scheidsrechter: Abdullah Al-Shehri (KSA) |
| 6 januari Vriendschappelijk № 607 «onderlinge duels» 19:15 uur (UTC+4) |        | 5' Abdullah Fawaz |      | Al Nahyanstadion, Abu Dhabi Scheidsrechter: Abdullah Al-Shehri (KSA) |

| Aziatisch kampioenschap voetbal 2023 |
| ------------------------------------ |

|                                                                             |                                                                        |       |                   | |
| 14 januari Azië Cup 2023 Groep C № 608 «onderlinge duels» 17:30 uur (UTC+3) | V.A.E.                                                                 | 3 – 1 | Hongkong          | Khalifa Internationaal Stadion, Ar Rayyan Toeschouwers: 15.586 Scheidsrechter: Muhammad Taqi (SIN) Video-assistent: Sivakorn Pu-udom (THA) |
| 14 januari Azië Cup 2023 Groep C № 608 «onderlinge duels» 17:30 uur (UTC+3) | Sultan Adil 34' (pen.) Zayed Sultan 53' Yahya Al-Ghassani 90+6' (pen.) |       | 49' Chan Siu Kwan | Khalifa Internationaal Stadion, Ar Rayyan Toeschouwers: 15.586 Scheidsrechter: Muhammad Taqi (SIN) Video-assistent: Sivakorn Pu-udom (THA) |

|                                                                             |                         |       |                 | |
| 18 januari Azië Cup 2023 Groep C № 609 «onderlinge duels» 20:30 uur (UTC+3) | Palestina               | 1 – 1 | V.A.E.          | Al Janoubstadion, Al Wakrah Toeschouwers: 41.986 Scheidsrechter: Ahmad Al-Ali (KUW) Video-assistent: Abdulrahman Al-Jassim (QAT) |
| 18 januari Azië Cup 2023 Groep C № 609 «onderlinge duels» 20:30 uur (UTC+3) | Bader Nasser 50' (e.d.) |       | 23' Sultan Adil | Al Janoubstadion, Al Wakrah Toeschouwers: 41.986 Scheidsrechter: Ahmad Al-Ali (KUW) Video-assistent: Abdulrahman Al-Jassim (QAT) |

|                                                                             |                                   |       |                         | |
| 23 januari Azië Cup 2023 Groep C № 610 «onderlinge duels» 18:00 uur (UTC+3) | Iran                              | 2 – 1 | V.A.E.                  | Education Citystadion, Ar Rayyan Toeschouwers: 34.259 Scheidsrechter: Ilgiz Tantasjev (UZB) Video-assistent: Mohammed Al-Hoaish (KSA) |
| 23 januari Azië Cup 2023 Groep C № 610 «onderlinge duels» 18:00 uur (UTC+3) | Mehdi Taremi 26' Mehdi Taremi 65' |       | 90+3' Yahya Al-Ghassani | Education Citystadion, Ar Rayyan Toeschouwers: 34.259 Scheidsrechter: Ilgiz Tantasjev (UZB) Video-assistent: Mohammed Al-Hoaish (KSA) |

|                                                                                    |                                                                                  |              |                                                 | |
| 28 januari Azië Cup 2023 Achtste finale № 611 «onderlinge duels» 19:00 uur (UTC+3) | Tadzjikistan                                                                     | 1 – 1 (n.v.) | V.A.E.                                          | Ahmed bin Alistadion, Ar Rayyan Toeschouwers: 33.584 Scheidsrechter: Yusuke Araki (JPN) Video-assistent: Jumpei Iida (JPN) |
| 28 januari Azië Cup 2023 Achtste finale № 611 «onderlinge duels» 19:00 uur (UTC+3) | Vahdat Hanonov 30'                                                               |              | 90+5' Khalifa Al Hammadi                        | Ahmed bin Alistadion, Ar Rayyan Toeschouwers: 33.584 Scheidsrechter: Yusuke Araki (JPN) Video-assistent: Jumpei Iida (JPN) |
| 28 januari Azië Cup 2023 Achtste finale № 611 «onderlinge duels» 19:00 uur (UTC+3) | Strafschoppen                                                                    |              |                                                 | Ahmed bin Alistadion, Ar Rayyan Toeschouwers: 33.584 Scheidsrechter: Yusuke Araki (JPN) Video-assistent: Jumpei Iida (JPN) |
| 28 januari Azië Cup 2023 Achtste finale № 611 «onderlinge duels» 19:00 uur (UTC+3) | Achtam Nazarov Vahdat Hanonov Ehson Panjshanbe Roestam Soirov Alisjer Sjoekoerov | 5 – 3        | Abdulla Idrees Caio Canedo Fábio Lima Ali Saleh | Ahmed bin Alistadion, Ar Rayyan Toeschouwers: 33.584 Scheidsrechter: Yusuke Araki (JPN) Video-assistent: Jumpei Iida (JPN) |

|  |  |  |  |  |  |  |  |  |

|                                                                                       |                                      |       |                           |                                                                                            |
| 21 maart WK 2026 kwalificatie Tweede ronde № 612 «onderlinge duels» 22:00 uur (UTC+4) | V.A.E.                               | 2 – 1 | Jemen                     | Al Nahyanstadion, Abu Dhabi Toeschouwers: 2.948 Scheidsrechter: Mohanad Qasim Sarray (IRQ) |
| 21 maart WK 2026 kwalificatie Tweede ronde № 612 «onderlinge duels» 22:00 uur (UTC+4) | Ali Saleh 24' (pen.) Sultan Adil 72' |       | 69' (e.d.) Abdulla Idrees | Al Nahyanstadion, Abu Dhabi Toeschouwers: 2.948 Scheidsrechter: Mohanad Qasim Sarray (IRQ) |

|                                                                                       |       |                                               |        | |
| 26 maart WK 2026 kwalificatie Tweede ronde № 613 «onderlinge duels» 22:00 uur (UTC+3) | Jemen | 0 – 3                                         | V.A.E. | Prins Saud bin Jalawistadion, Khobar (Saoedi-Arabië) Toeschouwers: 1.135 Scheidsrechter: Ilgiz Tantasjev (UZB) |
| 26 maart WK 2026 kwalificatie Tweede ronde № 613 «onderlinge duels» 22:00 uur (UTC+3) |       | 14' Fábio Lima 22' Fábio Lima 35' Sultan Adil |        | Prins Saud bin Jalawistadion, Khobar (Saoedi-Arabië) Toeschouwers: 1.135 Scheidsrechter: Ilgiz Tantasjev (UZB) |

|                                                                                     |       |                                                                      |        | |
| 6 juni WK 2026 kwalificatie Tweede ronde № 614 «onderlinge duels» 19:00 uur (UTC+3) | Nepal | 0 – 4                                                                | V.A.E. | Prins Mohamed bin Fahdstadion, Dammam (Saoedi-Arabië) Toeschouwers: 2.450 Scheidsrechter: Payam Heydari (IRN) |
| 6 juni WK 2026 kwalificatie Tweede ronde № 614 «onderlinge duels» 19:00 uur (UTC+3) |       | 12' Harib Abdalla 14' Harib Abdalla 53' Ali Saleh 75' Hazem Mohammad |        | Prins Mohamed bin Fahdstadion, Dammam (Saoedi-Arabië) Toeschouwers: 2.450 Scheidsrechter: Payam Heydari (IRN) |

|                                                                                      |                 |       |                      |                                                                         |
| 11 juni WK 2026 kwalificatie Tweede ronde № 615 «onderlinge duels» 21:00 uur (UTC+4) | V.A.E.          | 1 – 1 | Bahrein              | Al-Rashidstadion, Dubai Toeschouwers: 953 Scheidsrechter: Ma Ning (CHN) |
| 11 juni WK 2026 kwalificatie Tweede ronde № 615 «onderlinge duels» 21:00 uur (UTC+4) | Sultan Adil 10' |       | 4' Mahdi Abduljabbar | Al-Rashidstadion, Dubai Toeschouwers: 953 Scheidsrechter: Ma Ning (CHN) |

|                                                                                         |                       |       |                                                      |                                                                                        |
| 5 september WK 2026 kwalificatie Derde ronde № 616 «onderlinge duels» 19:00 uur (UTC+3) | Qatar                 | 1 – 3 | V.A.E.                                               | Ahmed bin Alistadion, Ar Rayyan Toeschouwers: 33.952 Scheidsrechter: Shaun Evans (AUS) |
| 5 september WK 2026 kwalificatie Derde ronde № 616 «onderlinge duels» 19:00 uur (UTC+3) | Ibrahim Al-Hassan 38' |       | 68' Harib Abdalla 80' Khaled Ibrahim 90+4' Ali Saleh | Ahmed bin Alistadion, Ar Rayyan Toeschouwers: 33.952 Scheidsrechter: Shaun Evans (AUS) |

|                                                                                          |        |                     |      |                                                                                           |
| 10 september WK 2026 kwalificatie Derde ronde № 617 «onderlinge duels» 20:00 uur (UTC+4) | V.A.E. | 0 – 1               | Iran | Hazza Bin Zayed Stadion, Al Ain Toeschouwers: 17.826 Scheidsrechter: Kim Jong-hyeok (KOR) |
| 10 september WK 2026 kwalificatie Derde ronde № 617 «onderlinge duels» 20:00 uur (UTC+4) |        | 45+3' Mehdi Ghayedi |      | Hazza Bin Zayed Stadion, Al Ain Toeschouwers: 17.826 Scheidsrechter: Kim Jong-hyeok (KOR) |

|                                                                                        |                       |       |                  |                                                                                           |
| 10 oktober WK 2026 kwalificatie Derde ronde № 618 «onderlinge duels» 20:00 uur (UTC+4) | V.A.E.                | 1 – 1 | Noord-Korea      | Hazza Bin Zayed Stadion, Al Ain Toeschouwers: 8.536 Scheidsrechter: Adham Makhadmeh (JOR) |
| 10 oktober WK 2026 kwalificatie Derde ronde № 618 «onderlinge duels» 20:00 uur (UTC+4) | Yahya Al-Ghassani 66' |       | 86' Jong Il-gwan | Hazza Bin Zayed Stadion, Al Ain Toeschouwers: 8.536 Scheidsrechter: Adham Makhadmeh (JOR) |

|                                                                                        |                              |       |        |                                                                            |
| 15 oktober WK 2026 kwalificatie Derde ronde № 619 «onderlinge duels» 19:00 uur (UTC+5) | Oezbekistan                  | 1 – 0 | V.A.E. | Milliystadion, Tasjkent Toeschouwers: 32.773 Scheidsrechter: Ma Ning (CHN) |
| 15 oktober WK 2026 kwalificatie Derde ronde № 619 «onderlinge duels» 19:00 uur (UTC+5) | Otabek Sjoekoerov 76' (pen.) |       |        | Milliystadion, Tasjkent Toeschouwers: 32.773 Scheidsrechter: Ma Ning (CHN) |

|                                                                                         |                                                       |       |          |                                                                                             |
| 14 november WK 2026 kwalificatie Derde ronde № 620 «onderlinge duels» 20:15 uur (UTC+4) | V.A.E.                                                | 3 – 0 | Kirgizië | Mohammed Bin Zayidstadion, Abu Dhabi Toeschouwers: 6.238 Scheidsrechter: Ahmed Al-Kaf (OMA) |
| 14 november WK 2026 kwalificatie Derde ronde № 620 «onderlinge duels» 20:15 uur (UTC+4) | Harib Abdalla 15' Marcus Meloni 35' Harib Abdalla 89' |       |          | Mohammed Bin Zayidstadion, Abu Dhabi Toeschouwers: 6.238 Scheidsrechter: Ahmed Al-Kaf (OMA) |

|                                                                                         |                                                                                                  |       |       |                                                                                             |
| 19 november WK 2026 kwalificatie Derde ronde № 621 «onderlinge duels» 20:00 uur (UTC+4) | V.A.E.                                                                                           | 5 – 0 | Qatar | Hazza Bin Zayed Stadion, Al Ain Toeschouwers: 13.825 Scheidsrechter: Khalid Al-Turais (KSA) |
| 19 november WK 2026 kwalificatie Derde ronde № 621 «onderlinge duels» 20:00 uur (UTC+4) | Fábio Lima 4' Fábio Lima 45' (pen.) Fábio Lima 45+5' Fábio Lima 56' (pen.) Yahya Al-Ghassani 73' |       |       | Hazza Bin Zayed Stadion, Al Ain Toeschouwers: 13.825 Scheidsrechter: Khalid Al-Turais (KSA) |

### 2025
|                                                                                         |                                          |       |        |                                                                               |
| 20 maart WK 2026 kwalificatie Derde ronde № 622 «onderlinge duels» 19:30 uur (UTC+3:30) | Iran                                     | 2 – 0 | V.A.E. | Azadistadion, Teheran Toeschouwers: 20.469 Scheidsrechter: Ko Hyung-jin (KOR) |
| 20 maart WK 2026 kwalificatie Derde ronde № 622 «onderlinge duels» 19:30 uur (UTC+3:30) | Sardar Azmoun 45+27' Mohammad Mohebi 70' |       |        | Azadistadion, Teheran Toeschouwers: 20.469 Scheidsrechter: Ko Hyung-jin (KOR) |

|                                                                                      |                 |       |                                 | |
| 25 maart WK 2026 kwalificatie Derde ronde № 623 «onderlinge duels» 21:15 uur (UTC+3) | Noord-Korea     | 1 – 2 | V.A.E.                          | Prins Faisal bin Fahdstadion, Riyad (Saoedi-Arabië) Toeschouwers: 223 Scheidsrechter: Mohammed Al Hoish (KSA) |
| 25 maart WK 2026 kwalificatie Derde ronde № 623 «onderlinge duels» 21:15 uur (UTC+3) | Kim Yu-song 43' |       | 5' Fábio Lima 90+8' Sultan Adil | Prins Faisal bin Fahdstadion, Riyad (Saoedi-Arabië) Toeschouwers: 223 Scheidsrechter: Mohammed Al Hoish (KSA) |

|                                                                                 |        |   |             |                               |
| 5 juni WK 2026 kwalificatie Derde ronde № 624 «onderlinge duels» n.n.b. (UTC+4) | V.A.E. | – | Oezbekistan | n.n.b. Scheidsrechter: n.n.b. |
| 5 juni WK 2026 kwalificatie Derde ronde № 624 «onderlinge duels» n.n.b. (UTC+4) |        |   |             | n.n.b. Scheidsrechter: n.n.b. |

|                                                                                  |          |   |        |                                                        |
| 10 juni WK 2026 kwalificatie Derde ronde № 625 «onderlinge duels» n.n.b. (UTC+6) | Kirgizië | – | V.A.E. | Dolen Omurzakovstadion, Bisjkek Scheidsrechter: n.n.b. |
| 10 juni WK 2026 kwalificatie Derde ronde № 625 «onderlinge duels» n.n.b. (UTC+6) |          |   |        | Dolen Omurzakovstadion, Bisjkek Scheidsrechter: n.n.b. |

UAEFA · A-internationals · Bondscoaches · Statistieken · Olympisch elftal · Vrouwenelftal van de Verenigde Arabische Emiraten · VA Emiraten U21 · VA Emiraten U19 · VA Emiraten U17
1972 – 1979 ·
1980 – 1989 ·
1990 – 1999 ·
2000 – 2009 ·
2010 – 2019 ·
2020 − 2029
OS 2012
Algerije ·
Andorra ·
Angola ·
Argentinië ·
Armenië ·
Australië ·
Azerbeidzjan ·
Bahrein ·
Bangladesh ·
Benin ·
Bolivia ·
Brazilië ·
Brunei ·
Bulgarije ·
Chili ·
China ·
Colombia ·
Costa Rica ·
Denemarken ·
Dominicaanse Republiek ·
Duitsland ·
Egypte ·
Estland ·
Filipijnen ·
Finland ·
Gabon ·
Gambia ·
Georgië ·
Haïti ·
Honduras ·
Hongarije ·
Hongkong ·
IJsland ·
India ·
Indonesië ·
Irak ·
Iran ·
Japan ·
Jemen ·
Joegoslavië ·
Jordanië ·
Kazachstan ·
Kenia ·
Kirgizië ·
Koeweit ·
Laos ·
Libanon ·
Libië ·
Litouwen ·
Maleisië ·
Malta ·
Marokko ·
Mauritanië ·
Moldavië ·
Myanmar ·
Nepal ·
Nieuw-Zeeland ·
Noord-Korea ·
Noorwegen ·
Oekraïne ·
Oezbekistan ·
Oman ·
Oost-Timor ·
Pakistan ·
Palestina ·
Paraguay ·
Peru ·
Polen ·
Qatar ·
Roemenië ·
Rusland ·
Saoedi-Arabië ·
Senegal ·
Singapore ·
Slovenië ·
Slowakije ·
Soedan ·
Sri Lanka ·
Syrië ·
Tadzjikistan ·
Thailand ·
Togo ·
Trinidad en Tobago ·
Tsjechië ·
Tunesië ·
Turkmenistan ·
Uruguay ·
Venezuela ·
Vietnam ·
Wit-Rusland ·
Zuid-Afrika ·
Zuid-Korea ·
Zweden ·
Zwitserland
CONMEBOL: Argentinië · Bolivia · Brazilië · Chili · Colombia · Ecuador · Paraguay · Peru · Uruguay · Venezuela

UEFA: Albanië · Andorra · Armenië · Azerbeidzjan · België · Bosnië en Herzegovina · Bulgarije · Cyprus · Denemarken · Duitsland · Engeland · Estland · Faeröer · Finland · Frankrijk · Georgië · Gibraltar · Griekenland · Hongarije · IJsland · Ierland · Israël · Italië · Kazachstan · Kosovo · Kroatië · Letland · Liechtenstein · Litouwen · Luxemburg · Malta · Moldavië · Montenegro · Nederland · Noord-Ierland · Noord-Macedonië · Noorwegen · Oekraïne · Oostenrijk · Polen · Portugal · Roemenië · Rusland · San Marino · Schotland · Servië · Slovenië · Slowakije · Spanje · Tsjechië · Turkije · Wales · Wit-Rusland · Zweden · Zwitserland

AFC: Australië · China · Irak · Iran · Japan · Libanon · Oezbekistan · Oman · Qatar · Saoedi-Arabië · Syrië · Verenigde Arabische Emiraten · Vietnam · Zuid-Korea

CAF: Algerije · Burkina Faso · Congo-Kinshasa · Egypte · Ghana · Ivoorkust · Kaapverdië · Kameroen · Mali · Marokko · Nigeria · Senegal · Tunesië · Zuid-Afrika

CONCACAF: Canada · Costa Rica · Curaçao · El Salvador · Honduras · Jamaica · Mexico · Panama · Suriname · Verenigde Staten

OFC: Nieuw-Zeeland